# Claude Lutz
Pour les articles homonymes, voir Lutz.
Claude Lutz, né le 12 janvier 1942 à Strasbourg et mort le 31 janvier 2022 dans la même ville, est un kayakiste français pratiquant le slalom et la descente.

## Carrière
Aux Championnats du monde de slalom 1967 à Lipno nad Vltavou, Claude Lutz est médaillé de bronze en K-1 par équipe. La même année, aux Championnats du monde de descente à Špindlerův Mlýn, il obtient la médaille de bronze en K-1 par équipe.
Il dispute les Championnats du monde de slalom 1969 à Bourg-Saint-Maurice, où il est médaillé d'argent en C-2 mixte ainsi qu'en C-2 mixte par équipe avec son épouse Jarka Lutz.
Membre du Canoë-Kayak Club de Strasbourg dans les années 1960 et 1970, il est quatre fois champion de France en K1 (slalom et descente) et deux fois en C2 mixte (slalom et descente) dans les années 1960.
Il a été le président du Canoë-Kayak Club de Strasbourg ainsi que président de la Ligue de l’Est de canoë-kayak.